# Französische Rugby-Union-Meisterschaft 1896/97
Die Saison 1896/97 war die sechste Austragung der französischen Rugby-Union-Meisterschaft (französisch Championnat de France de rugby à XV), der heutigen Top 14.
Im Gegensatz zur vorherigen Saison wurde der Meistertitel in einer einfachen Runde „jeder gegen jeden“ vergeben. Es gab kein Finalspiel wie sonst üblich und es nahmen nur Mannschaften aus Paris und Umgebung teil. Am Ende setzte sich Stade Français durch und errang zum vierten Mal den Meistertitel.

## Tabelle

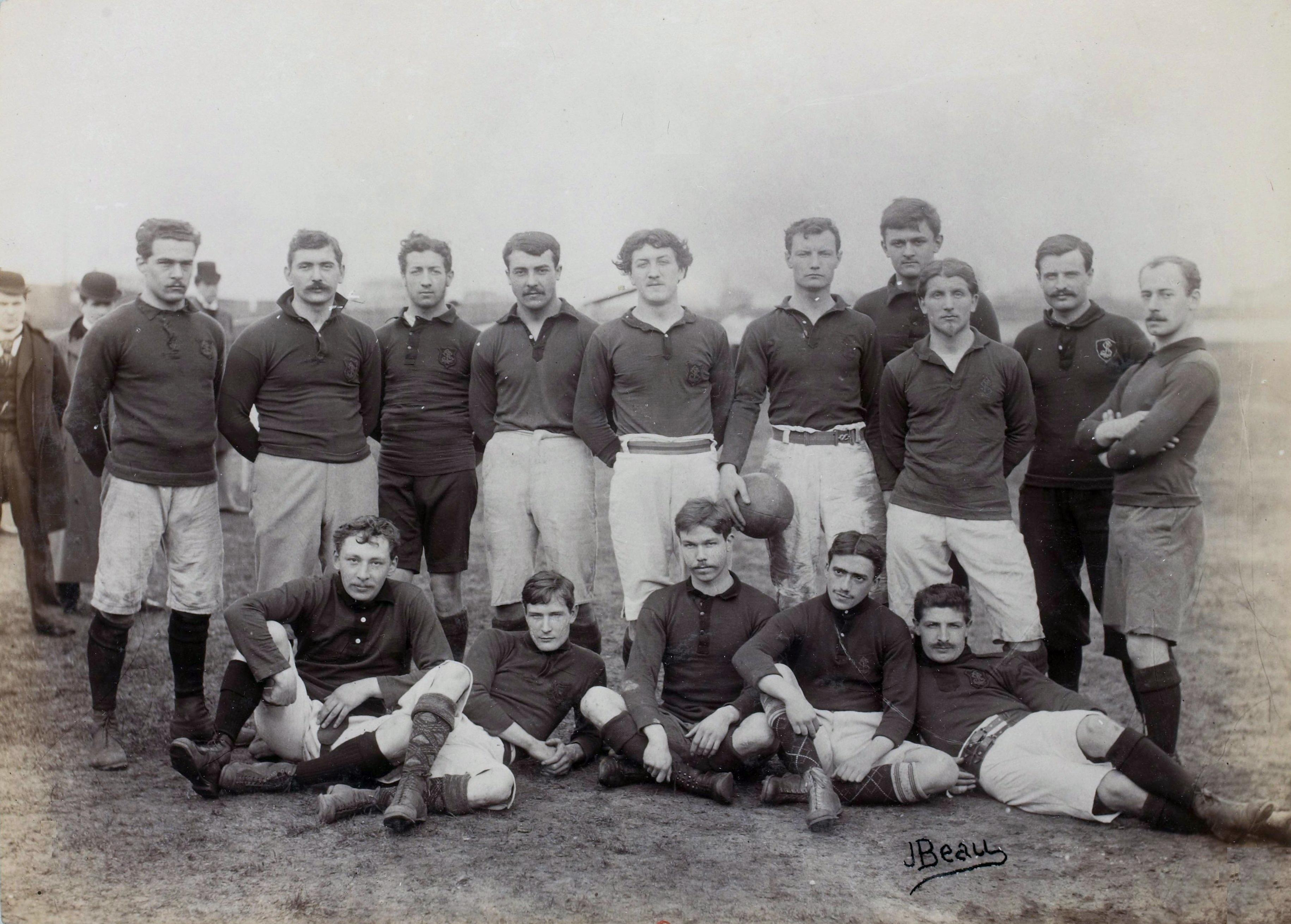
Die Meistermannschaft 1897

|    | Team                    | Siege | Unent. | Ndlg. | Punkte |
| -- | ----------------------- | ----- | ------ | ----- | ------ |
| 1. | Stade Français          | 5     | 0      | 0     | 10     |
| 2. | Olympique Paris         | 4     | 0      | 1     | 8      |
| 3. | Racing Club de France   | 3     | 0      | 2     | 6      |
| 4. | Cosmopolitan Club       | 1     | 0      | 4     | 2      |
| 5. | Union Sportive de l’Est | 1     | 0      | 4     | 2      |
| 6. | Union Athletique du 1er | 1     | 0      | 4     | 2      |